# Gloster Meteor
 (août 2024).
Le Gloster Meteor est le premier avion à réaction militaire mis en service par le Royaume-Uni, et le seul avion de ce type utilisé par les forces alliées pendant la Seconde Guerre mondiale. Il est fabriqué à près de 4 000 exemplaires, dont une partie sous licence, et utilisé par une dizaine de pays, essentiellement durant les années 1950.

## Conception
À la suite de l'avancement des travaux de Frank Whittle sur les premiers réacteurs de conception anglaise, en 1940 le ministère de l'Air britannique fait un appel d'offres pour la fourniture d'un avion de chasse propulsé par un réacteur. Gloster propose alors un biréacteur (désigné G.41 en interne), qui est accepté en novembre de cette même année.
Huit prototypes du Gloster Meteor sont réalisés, utilisant plusieurs des premiers réacteurs en cours de développement à l'époque : le Metrovick F.2 sur le troisième prototype, le De Havilland Halford H.1 sur le cinquième, le De Havilland Goblin sur le sixième, le Rolls-Royce Derwent Mk.I sur le huitième, et le Rolls-Royce W.2B sur tous les autres. Il accomplit son premier vol le 5 mars 1943. L'avion est d'une conception plutôt conventionnelle et identique à celle de son équivalent allemand, le Me 262 : monoplace en métal à ailes basses et droites, équipé de deux nacelles moteurs, il dispose d'un train tricycle rétractable. Pressés par les rapports signalant l'avancement des travaux allemands, les Britanniques lancent 20 Meteor Mk.I de présérie livrés au début de 1944, propulsés par des Rolls-Royce W.2B / Welland Mk.I de 7,55 kN de poussée.

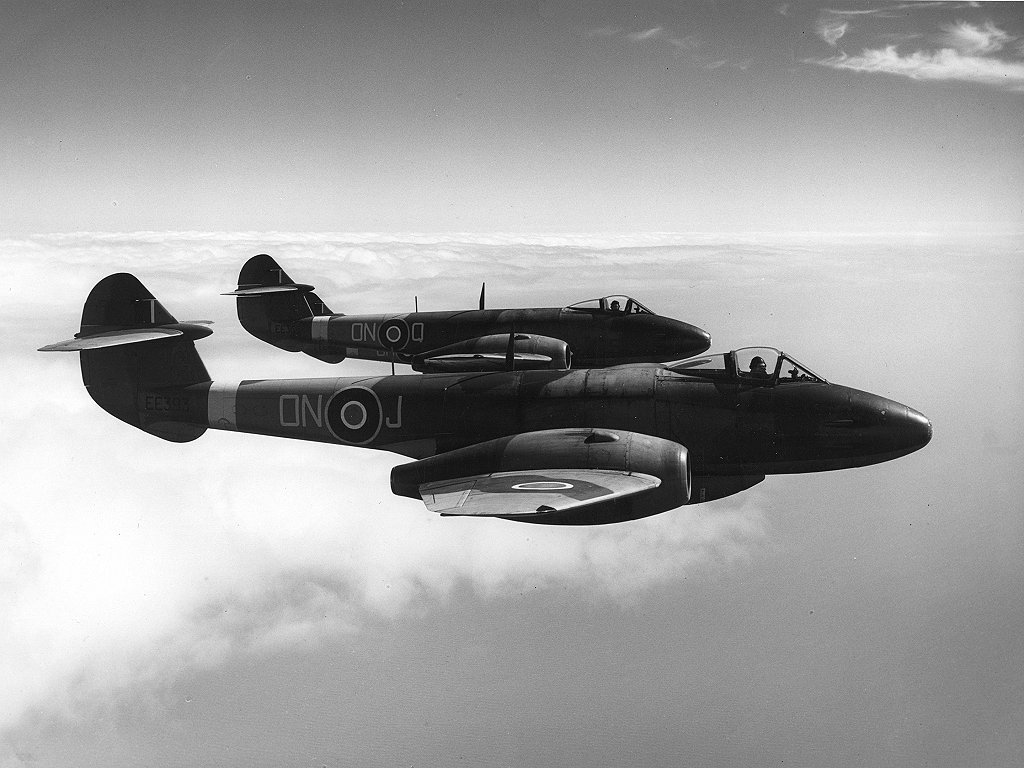
Meteor Mk.III

Un exemplaire est échangé avec les Américains contre un Bell XP-59X Airacomet et quelques autres sont utilisés pour des essais, tandis que les autres sont mis en service en juillet 1944 dans le Squadron 616 de la Royal Air Force. Le Meteor Mk.I est cependant sous-motorisé, ses canons s'enrayent facilement, le pilote n'a pas un champ de vision très étendu sur les côtés et l'arrière, et l'avion est lourd à piloter. En décembre 1944 commencent les livraisons de la version Mk.III, avec une structure renforcée, une capacité en carburant plus importante, une verrière modifiée et des réacteurs Rolls-Royce Derwent Mk.I de 8,83 kN de poussée. Un combat simulé est organisé avec un Hawker Tempest, et le Meteor s'avère supérieur dans presque tous les domaines. Le Meteor Mk.III est la première version de série, produite à 210 exemplaires, et remplace très vite le Mk.I.
Différents essais montrent que les nacelles des réacteurs posent des problèmes aérodynamiques. Elles sont donc redessinées et allongées sur les derniers Mk.III construits. Désignée F.4, la version suivante reçoit, en plus des réacteurs Rolls-Royce Derwent Mk.5 de 15,6 kN de poussée, des ailes tronquées, une structure renforcée et d'autres améliorations. Avec la  fin de la Seconde Guerre mondiale, la production de cette version ne commence pas avant 1947. La version F.8 effectue son premier vol le 12 octobre 1948. Le fuselage est allongé de 76 cm pour corriger les problèmes de centre de gravité dont souffre le Meteor depuis le début, et qui a conduit à installer jusqu'à 450 kg de lest dans la version F.4. Une nouvelle dérive résout également des problèmes de stabilité. Enfin, des réacteurs Derwent Mk.8 de 16 kN de poussée, un siège éjectable et une nouvelle verrière sont installés. Cette version peut emporter deux bombes de 454 kg ou 16 roquettes.
Outre la version biplace d'entraînement Meteor T.7, deux versions de reconnaissance sont également construites : le FR.9 (Meteor F.8 avec une caméra dans le nez) et le PR.10 (Meteor F.8 sans canons avec 3 caméras et des ailes allongées). Environ 350 avions sont aussi transformés en drones télécommandés pour l'entraînement au tir.
En 1950 est livrée la version NF.11, construite par Armstrong-Whitworth : il s'agit d'un chasseur de nuit / chasseur tout-temps dérivé du biplace T.7, avec un fuselage allongé de 1,50 m pour permettre l'installation d'un radar AI Mk. X dans le nez. Les canons sont placés dans les ailes. Trois autres versions en sont dérivées : 
- le NF.12, avec des réacteurs Derwent Mk.9 de 16,9 kN de poussée et un fuselage à nouveau allongé pour installer un radar américain AN/APS-21,
- le NF.13, avec un radiocompas, des entrées d'air agrandies, et mieux adaptées à l'emploi dans des pays chauds,
- le NF.14, encore allongé pour installer un radar AN/APQ-43, et équipé d'une nouvelle verrière offrant plus de visibilité.

## Records
Le 7 novembre 1945, un prototype de la version F.4 avec les canons démontés et des moteurs modifiés détient le record mondial de vitesse en atteignant 975 km/h. Presque un an plus tard, le 7 septembre 1946, un Meteor F.4 avec des ailes tronquées (envergure réduite de 1,47 mètre) bat à nouveau le record avec 991 km/h.

## Historique

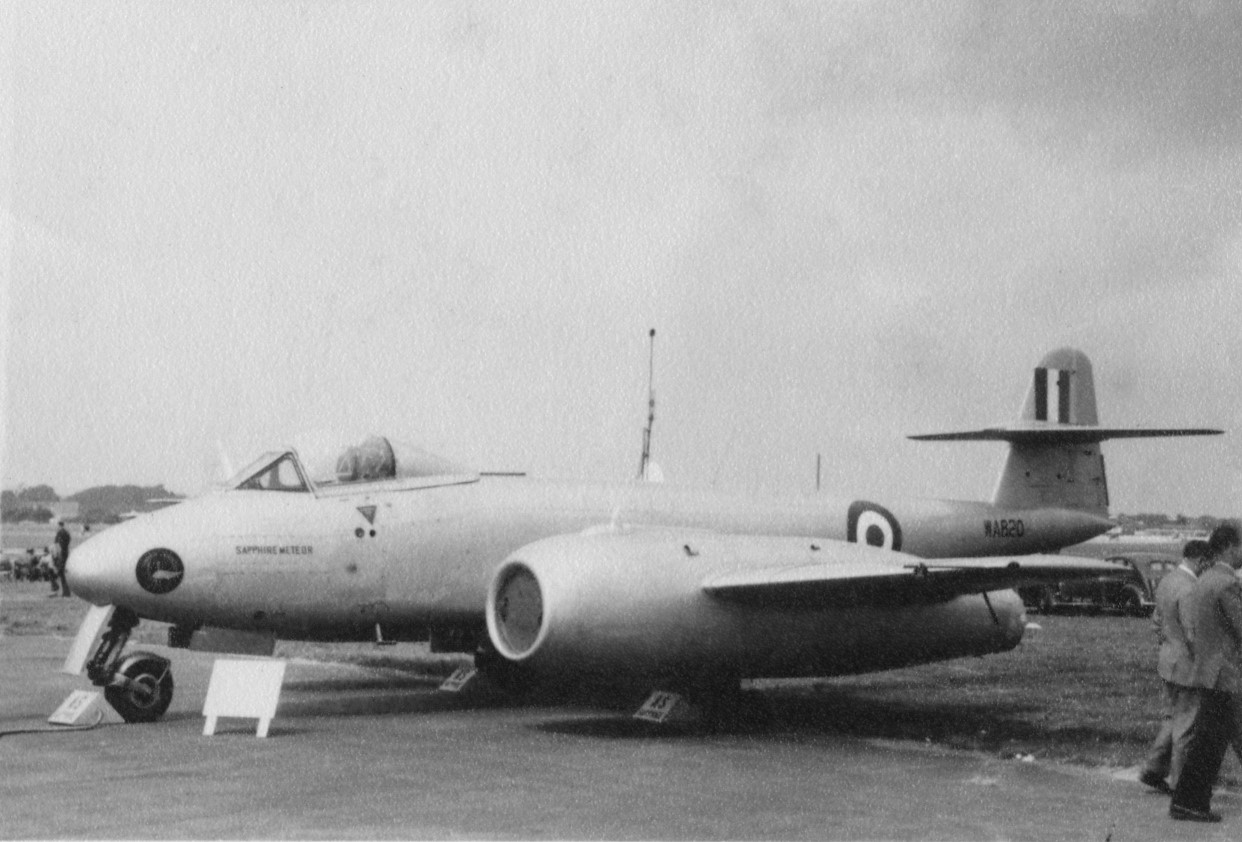
Gloster Meteor F8 WA820 remotorisé avec deux turboréacteur Armstrong Siddley Saphire.

Les Gloster Meteor Mk.I sont utilisés contre les bombes volantes allemandes V1. Les deux premières victoires sont obtenues le 4 août 1944, et un total de quatorze V1 sont abattus avant l'arrêt des tirs allemands. Les Gloster Meteor Mk.III sont déployés aux Pays-Bas au début de 1945. Ils n'effectuent que des missions d'attaque au sol et reçoivent l'ordre de ne pas survoler les territoires contrôlés par les Allemands, pour éviter que ceux-ci ne s'emparent d'éventuels avions abattus ou accidentés. Les Gloster Meteor n'ont jamais l'occasion de combattre leurs équivalents allemands, les chasseurs biréacteurs Messerschmitt 262.
L'Australie déploie une centaine de Gloster Meteor F.8 lors de la guerre de Corée. D'abord utilisés pour escorter les bombardiers, ils se révélent vite surclassés par les MiG-15, entre autres lors de la bataille aérienne de Suncheon. Dès la fin 1951, ils ne sont plus employés que pour des missions d'attaque au sol. Une trentaine d'avions sont perdus au combat.
Le 16 juin 1955, durant la tentative de coup d'état connue sous le nom de bombardement de la place de Mai, quatre Meteor de la force aérienne argentine abattent un North American T-6 Texan rebelle avant de se faire capturer de retour à leur base puis utiliser par les putschistes pour bombarder Buenos aires.
La Royal Air Force engage ses Meteor PR.9 lors de la crise du canal de Suez en 1956.
L'Équateur achete 12 exemplaires et les utilise jusqu'aux années 1980 comme chasseur.
Les deux derniers exemplaires encore en service sont utilisés pour l'essai des sièges éjectables, faisant d'eux les appareils les plus anciens de la RAF en 1987.
Le dernier Gloster Meteor en état de navigabilité effectue son dernier vol à l'aérodrome de Bruntinghorpe dans le Leicestershire en janvier 2019. Il rejoint ensuite la Classic British Jets Collection, où il est maintenu en état de marche.

## Versions

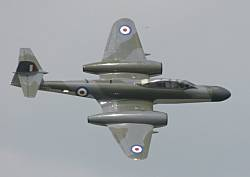
Un Meteor NF.11 conservé en état de vol, ici photographié lors des journées portes ouvertes de la base aérienne de Twente, aux Pays-Bas, le 21 juin 2003.

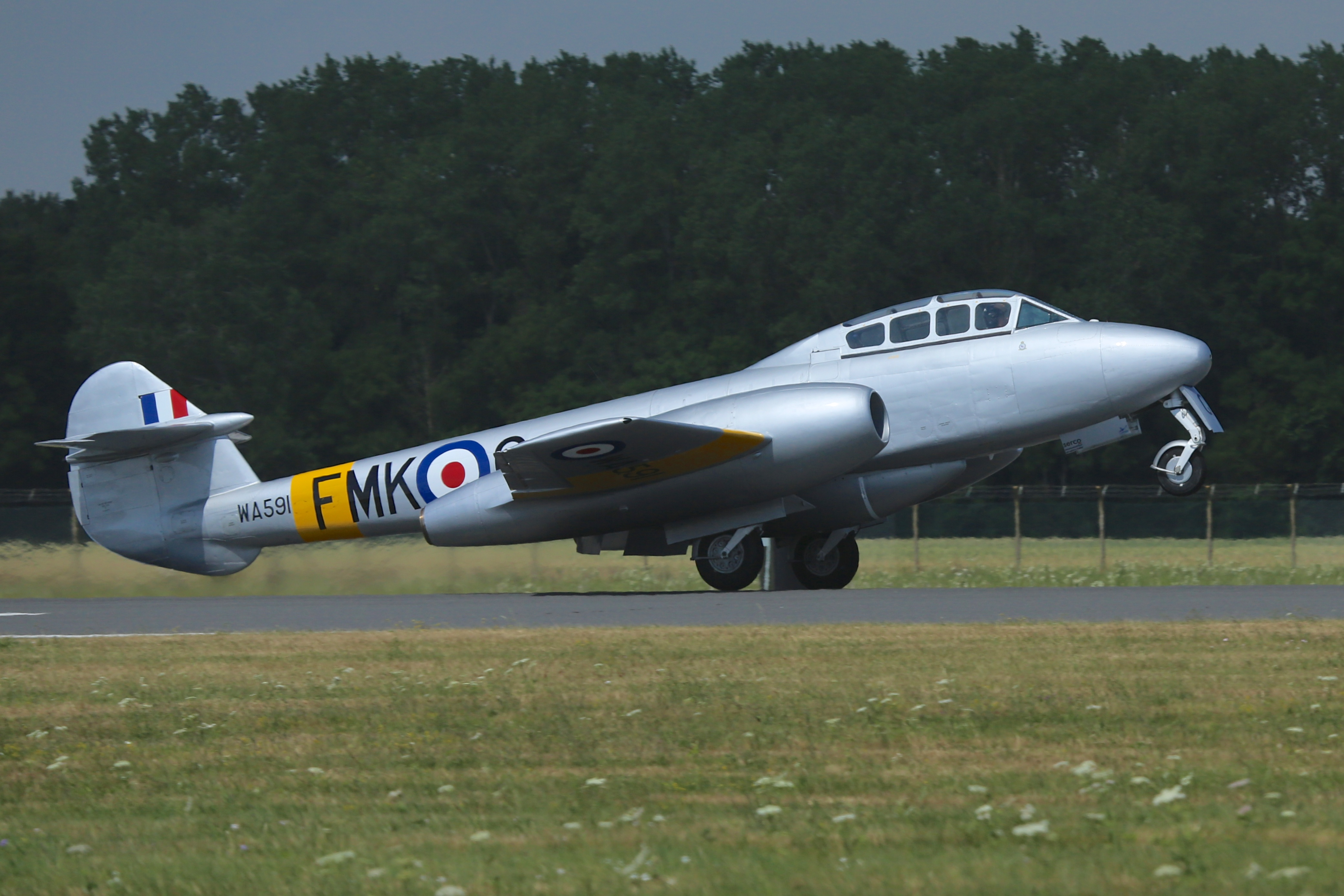
Gloster Meteor T7

- F.9/40 : Prototype équipé d'un moteur expérimental Power Jets W.2 ;
- G.41 : Prototypes (8 exemplaires) ;
- Mk.I : Version de présérie (20 exemplaires), équipés de moteurs Power Jets W.2 ;
- Mk.III : Réacteurs Derwent I, nouvelle verrière, produit à (210 exemplaires). Vitesse de 793 km/h à 9 145 mètres[3]. Les premiers modèles étaient dotés d'un Power Jets W.2 ;
- F.4 : Réacteurs Derwent Mk.5, ailes tronquées (753 exemplaires) ;
- T.7 : Biplace d'entraînement (650 exemplaires) ;
- F.8 : Réacteurs Derwent Mk.8, fuselage allongé, etc. (1 550 exemplaires dont 300 sous licence par Fokker) ;
- FR.9 : Version de reconnaissance du F.8 (126 exemplaires) ;
- PR.10 : Version de reconnaissance à haute altitude du F.8 (59 exemplaires) ;
- NF.11 : Chasseur de nuit / chasseur tout-temps dérivé du T.7 (307 exemplaires) ;
- NF.12 : Réacteurs Derwent Mk.9, nouveau radar (100 exemplaires) ;
- NF.13 : Adaptée à l'emploi dans des pays chauds (40 exemplaires) ;
- NF.14 : Nouveau radar, nouvelle verrière (100 exemplaires) ;
- U.15 : Meteor F.4 convertis en drones (90 exemplaires) ;
- U.16 : Meteor F.8 convertis en drones (250 exemplaires) ;
- Trent Meteor : Meteor équipé de turbopropulseurs Rolls-Royce RB.50 Trent (un exemplaire).

## Pays utilisateurs

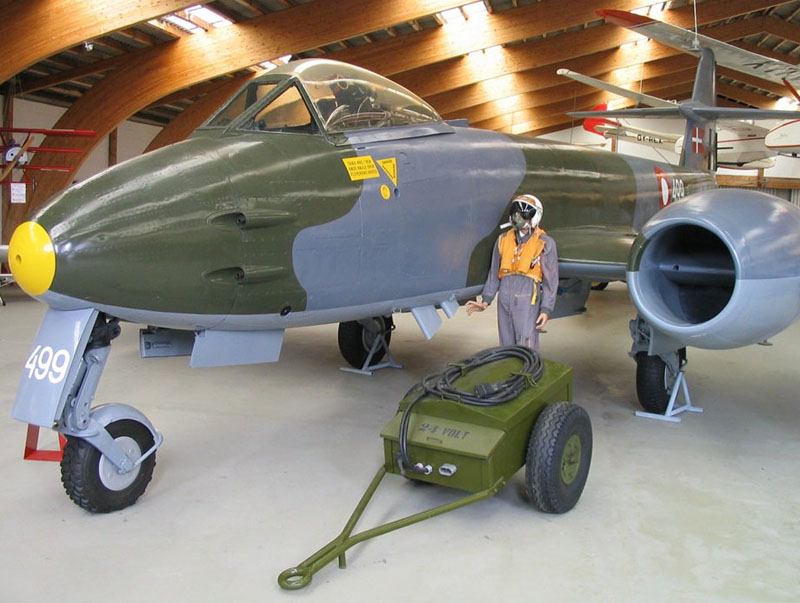
Un Meteor de l'armée de l'air danoise, exposé au musée de l'aviation Dansk Veteranflysambling.

- Royaume-Uni
- Australie
- Argentine
- Belgique
- Brésil
- Danemark
- Égypte
- Équateur
- France
- Israël
- Pays-Bas
- Syrie